# Kymmenprojektet

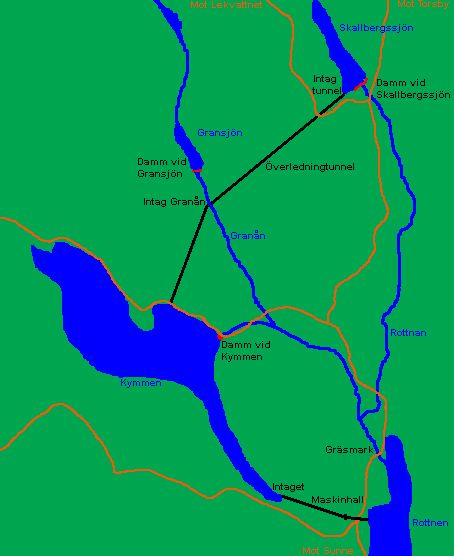
Karta över Kymmenprojektet

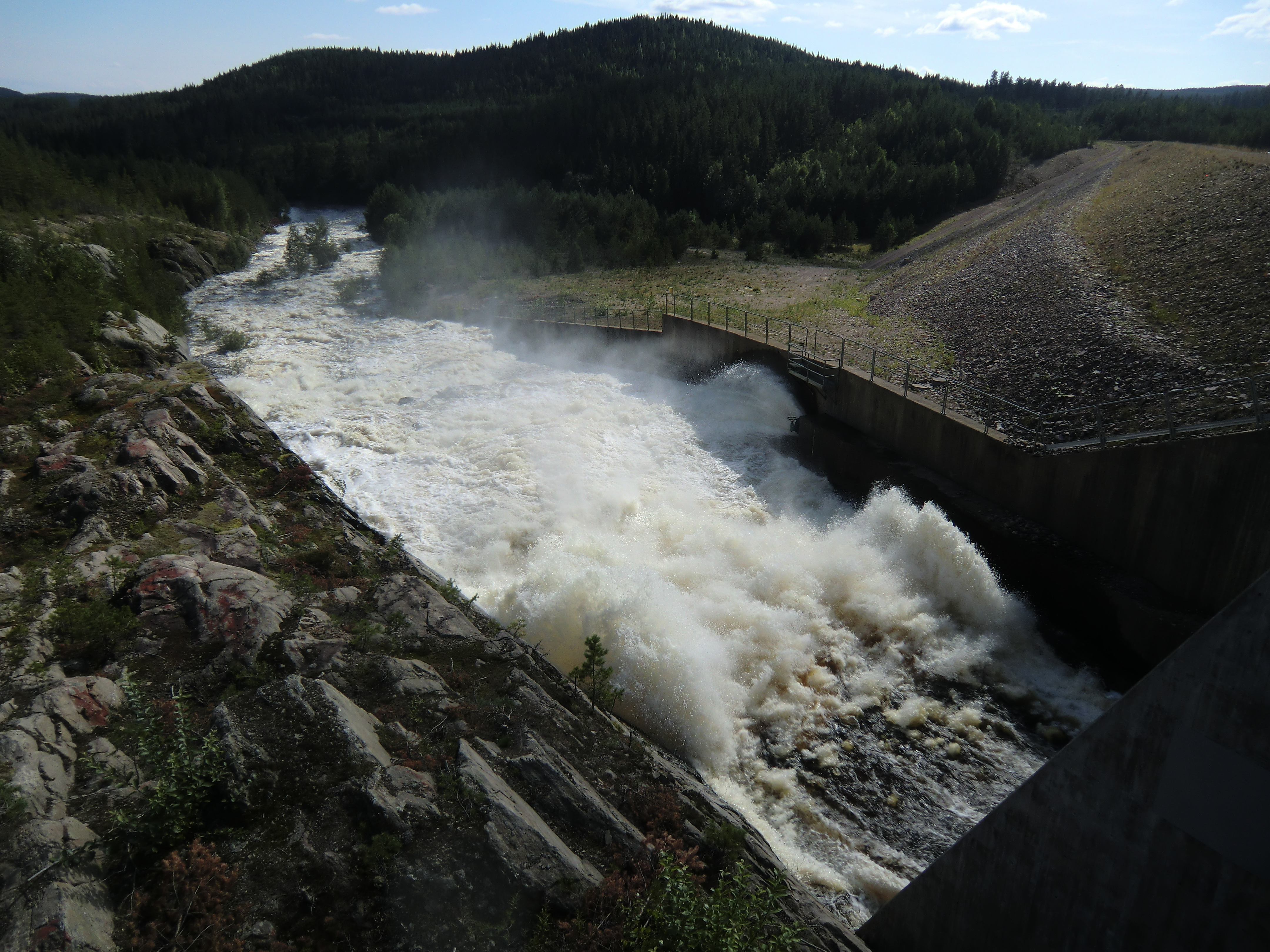
Vattenpåsläpp i Rottnan från dammluckan vid Skallbergssjön efter häftiga regn. Minimitappningsröret syns vid betongen på motstående sida.

Kymmenprojektet färdigställdes 1987 och innebar att sjön Kymmen, älvarna Rottnan, Granån och Kymsälven reglerades tillsammans. 
Rottnans vattenyta höjdes genom en jorddamm och en 9,2 kilometer lång överledningstunnel till sjön Kymmen byggdes. Överledningstunneln passerar under Granån som där leds in i tunneln. Från Kymmen leds vattnet via en 2,5 kilometer lång tunnel ner till Kymmens kraftverk för att sen släppas ut i sjön Rottnen genom en 600 meter lång utloppstunnel.
Kymmens kraftverk är ett pumpkraftverk. Det innebär att vatten pumpas tillbaka till Kymmen när elbehovet är lågt, exempelvis under nätter och helger.

## Utdrag ur Riksdagsdebatt 11 December 1979
Magnus Persson (s)
"Kymmenprojektet hör hemma i Sunne och Torsby kommuner i Värmlands län. De vatten det här gäller verkar de borgerliga vara ense om att offra. Vi socialdemokrater har i en reservation klart deklarerat vår ståndpunkt. Vi menar att även de här vattnen bör undantas från utbyggnad. Vårt ställningstagande är till stor del baserat på remissinstansernas yttranden i det aktuella ärendet. Många remissinstanser förordar ett nej till utbyggnad av Kymmen och därmed sammanhängande sjösystem. Värmlands naturvårdsförbund, Svenska naturskyddsföreningen, Naturvårdsverket m.fl. säger nej till utbyggnad. Länsstyrelsen i Värmlands län har vid två tillfällen behandlat frågan. Båda gångerna har den gått emot en utbyggnad. Ett förverkligande av projektet innebär att man för all framtid spolierar oersättliga naturtillgångar. Länsstyrelsens majoritetsbeslut är baserat inte minst på de oacceptabla konsekvenser projektet får för landskapet i ett stort och mycket vackert naturområde. En utbyggnad skulle innebära en sänkning av sjön Kymmen med inte mindre än sju meter. Rottnan är den längst outbyggda älvsträckan i södra Sverige och har mycket höga naturskydds- och rekreationsvärden. Bl.a. finns här en för Värmland och troligen för hela landet unik storöringstam, som är av mycket stor betydelse för fritidsfisket. Sist, men inte minst, ger projektet Kymmen relativt låg energitillförsel och betydligt mindre än de omstridda Sölvbackaströmmarna. Älvräddarnas samorganisation har i en skrivelse till Civilutskottet framfört sina synpunkter. De kan inte se några skäl till att projektet ska tillåtas".
Bertil Jonasson (c) replik:
"Herr talman! Jag ber kammaren om ursäkt för att jag tar till orda, men Magnus Persson har angripit både oss i centern och andra borgerliga ledamöter. Vi har tidigare diskuterat sysselsättningen i Värmland. Här finns nu en möjlighet att skapa sysselsättning. Magnus Persson, ni har från socialdemokratiskt håll starkt kritiserat oss för att vi skulle göra för litet för sysselsättningen. Här finns nu ett projekt som ger 150 anställda arbete i tre år, dvs. 450 årsverken. En utbyggnad ger också sysselsättning på sikt, och den ger ett energitillskott av 58 GWh. Måhända kan det betecknas som marginellt för riket som helhet, men för Rottnerosindustrin är det betydelsefullt. De flesta remissinstanser har tillstyrkt Kymmenprojektet, och jag vill erinra om att både Torsby och Sunne kommuner har gjort det. Torsby kommun är socialdemokratiskt styrd, och socialdemokraterna i Sunne har också varit med om att tillstyrka utbyggnad. Magnus Persson bör besinna att vi från den icke-socialistiska sidan vill se till sysselsättningen i det här fallet och att vi har stött oss på en princip som vi brukar följa, nämligen att lyssna på den lokala opinionen. Här har som sagt både Sunne och Torsby kommuner, som har det aktuella området inom sina landamären, tillstyrkt utbyggnad, förmodligen med tanke på sysselsättningen. Det är anledningen till att jag är positiv till Kymmenprojektet-även om frågan inte direkt avgörs här idag".

## Tappningsbestämmelser
Rottnan och Granån har minimitappning på resterande naturliga sträckning ner till sjön Rottnen. Kymsälven är torrlagd under en del av året.
- Kymsälven  
  - 1 januari - 30 april: noll
  - 1 maj - 14 maj: 50 liter per sekund
  - 15 maj - 15 september: 200 liter per sekund
  - 16 september - 31 december: 50 liter per sekund

- Granån
  - 15 maj - 15 oktober: 100 liter per sekund
  - 16 oktober - 14 maj: 80 liter per sekund

- Rottnan
  - 15 maj - 15 oktober: 900 liter per sekund
  - 16 oktober - 14 maj: 300 liter per sekund